# Tem que Suar
Tem que Suar é um sitcom brasileiro, estrelado por Mariana Xavier e Marcelo Serrado produzido e exibido pelo canal Multishow. A equipe de roteiristas é encabeçada por Cris Werson e Julia Lordello, . Conta com direção geral de Carlo Milani e teve sua estreia em 18 de setembro de 2023 no canal pago.

## Enredo
1ª Temporada (2023)
Tuca (Mariana Xavier) é uma carioca que só se dá mal na vida. Um dia, ela herda uma academia no Bom Retiro e acha que sua vida vai mudar. Tuca vai para São Paulo pronta para o sucesso, mas descobre que a academia está falida. Ela ainda tem que lidar com o primo Miltinho (Marcelo Serrado), um hétero top que quer a todo custo se tornar proprietário do local. Ela só não esperava que fosse criar uma amizade com os funcionários e clientes, formando uma improvável equipe determinada a transformar a AcadeMiltom na melhor academia do Bom Retiro. Quem sabe de São Paulo. Ou, por que não?, do mundo!  
2ª Temporada (2024)
Após enfrentar problemas e deixar a cidade, Tuca (Mariana Xavier) dá lugar ao primo Miltinho (Marcelo Serrado), que finalmente se torna o proprietário do negócio. No entanto, sua alegria dura pouco, pois ele logo se vê forçado a fazer uma parceria com sua ex-mulher, Estela (Heloísa Périssé). Obcecada por dinheiro e descomprometida com qualquer outra coisa, Estela se torna a investidora da Academilton. Com o objetivo de recuperar a empresa das dívidas, a Academilton passará por uma reforma total, incluindo mudanças no vestiário, recepção, área de spinning e cantina, ganhando uma nova cara. 

## Elenco
| Ator/Atriz         | Personagem                       | Temporadas | Temporadas |
| Ator/Atriz         | Personagem                       | 1ª (2023)  | 2ª (2024)  |
| ------------------ | -------------------------------- | ---------- | ---------- |
| Mariana Xavier     | Tuca Andrade                     |            | —          |
| Heloísa Périssé    | Estela                           | —          |            |
| Marcelo Serrado    | Milton Junior Andrade (Miltinho) |            |            |
| Isabelle Marques   | Doutora Márcia França            |            |            |
| Robson Nunes       | Bruno Torres                     |            |            |
| Mary Sheyla        | Glória Pereira                   |            |            |
| Marcelo Laham      | Binho                            |            |            |
| Marianna Armellini | Odete Rodrigues                  |            |            |
| Vitor DiCastro     | Johnny                           |            |            |
| Gabi Yoon          | Kelly                            |            |            |

### Participações especiais
| Lista de participações especiais | Lista de participações especiais | Lista de participações especiais |
| 1º Temporada (2023)              | 1º Temporada (2023)              | 1º Temporada (2023)              |
| Intérprete                       | Personagem                       | Episódio                         |
| -------------------------------- | -------------------------------- | -------------------------------- |
| Evandro Mesquita                 | Seu Milton Andrade               | A Volta Dos Que Não Foram        |
| 2º Temporada (2024)              |                                  |                                  |
| Intérprete                       | Personagem                       | Episódio                         |
| Luisa Périssé                    | Tatiana                          | Estela Ao Quadrado               |